# Liriomyza philadelphi
Liriomyza philadelphi este o specie de muște din genul Liriomyza, familia Agromyzidae, descrisă de Mitsuhiro Sasakawa în anul 1961. Conform Catalogue of Life specia Liriomyza philadelphi nu are subspecii cunoscute.